# Championnats de France de duathlon courte distance
Les championnats de France de duathlon courte distance sont une compétition annuelle décernant les titres individuels masculin et féminin de champion de France sur courte distance. Ils sont organisés par la Fédération française de triathlon (FFTri) depuis 1991.

## Histoire
Le duathlon rejoint la Fédération française de triathlon en 1990. Dès 1991 se met en œuvre un championnat de France bâtie sur le même principe que celui du triathlon. Celui-ci décerne tout d'abord le titre masculin et féminin sur un ensemble d'épreuves courtes et longues distances. Le championnat 1991, se déroule donc sur 10 épreuves de mai à octobre et les premiers champions de France de duathlon toutes distances confondues son Pierre Geffroy et Nicole Vérollet. En 1992, prévue de nouveau pour être attribué sur 10 épreuves, le titre est finalement octroyé sur une seule épreuve à chacune des catégories, courte et longue distance. Les premiers titres octroyés selon cette formule le sont à Patrick Girard et Sophie Delemer pour le courte distance et les premiers champions de France longue distance sont Dominique Deschamps et Virginie Lafargue.

## Palmarès
| Année | Lieu                    | Hommes                                                | Hommes                                                | Hommes                                                | Femmes                                                | Femmes                                                | Femmes                                                |                    |  |
| ----- | ----------------------- | ----------------------------------------------------- | ----------------------------------------------------- | ----------------------------------------------------- | ----------------------------------------------------- | ----------------------------------------------------- | ----------------------------------------------------- | ------------------ |  |
| Année | Lieu                    | 1991                                                  | 10 épreuves                                           | Pierre Geffroy                                        | Miguel Sanchez                                        | Dominique Deschamps                                   | Nicole Vérollet                                       | Christine Escaffre |  |
| 1992  | Lacroix -Saint-Ouen     | Patrick Girard                                        | Philippe Fattori                                      | Pierre Geffroy                                        | Sophie Delemer                                        | Pascale Ranucci                                       |                                                       |                    |  |
| 1993  | Mur-de-Barrez           | Christian Cazorla                                     | David Bellanger                                       | Stéphane Sansorgné                                    | Pascale Ranucci                                       | Cécile Odin                                           | Dominique Dubard                                      |                    |  |
| 1994  | Val-Joly                | Bruno Ferrat                                          | Pierre Geffroy                                        | Nicolas Lebrun                                        | Catherine Berthou                                     | Frédérique Fisel                                      | Claudine Carrié                                       |                    |  |
| 1995  | Miramont -de-Guyenne    | Sylvain Dodet                                         | Emmanuel Faucher                                      | Christian Cazorla                                     | Cécile Odin                                           | Sophie Delemer                                        | Frédérique Fisel                                      |                    |  |
| 1996  | Aire-sur-la-Lys         | Nicolas Lebrun                                        | Jean-Luc Besse                                        |                                                       | Virginie Lafargue                                     | Claire Lapouble                                       | Annette Di Maria                                      |                    |  |
| 1997  | La Ferté -Saint-Aubin   | Yann Millon                                           | Nicolas Lebrun                                        | Christian Cazorla                                     | Valérie Clech                                         | Claire Lapouble                                       | Véronique Chastel                                     |                    |  |
| 1998  | Briec-de-l'Odet         | Nicolas Lebrun                                        |                                                       |                                                       | Edwige Pitel                                          | Chantal Dallenbach                                    | Christine Bonnamour                                   |                    |  |
| 1999  | Mulhouse                | Nicolas Lebrun                                        | Pierre Geffroy                                        | Yann Millon                                           | Edwige Pitel                                          | Laure Le Bihan                                        | Isabelle Liadouze                                     |                    |  |
| 2000  | Le Drennec              | Anthony Le Duey                                       |                                                       | Laurent Galinier                                      | Edwige Pitel                                          |                                                       | Marie-Françoise Daniou                                |                    |  |
| 2001  | Billère                 | Laurent Galinier                                      |                                                       |                                                       | Edwige Pitel                                          | Corinne Raux                                          | Audrey Cléau                                          |                    |  |
| 2002  | Chartres                | Anthony Le Duey                                       | Stéphane Valenti                                      |                                                       | Edwige Pitel                                          | Corinne Raux                                          |                                                       |                    |  |
| 2003  | Chaumont                | Anthony Le Duey                                       | Nicolas Lebrun                                        | Stéphane Valenti                                      | Edwige Pitel                                          | Audrey Cléau                                          | Corinne Raux                                          |                    |  |
| 2004  | Chaumont                | Nicolas Lebrun                                        | Anthony Le Duey                                       | Vincent Aldebert                                      | Charlotte Gauchet                                     | Linda Guinoiseau                                      | Morgane Riou                                          |                    |  |
| 2005  | Belfort                 | Stéphane Valenti                                      | Laurent Galinier                                      | Vincent Aldebert                                      | Edwige Pitel                                          | Isabelle Ferrer                                       | Audrey Cléau                                          |                    |  |
| 2006  | Gonfreville -l'Orcher   | Anthony Le Duey                                       | Stéphane Valenti                                      | Benjamin Grenetier                                    | Alexandra Louison                                     | Sylvie Quittot                                        | Magali Lopez                                          |                    |  |
| 2007  | Avion                   | Damien Derobert                                       | Benjamin Grenetier                                    | Stéphane Valenti                                      | Sandra Levenez                                        | Isabelle Ferrer                                       | Sylvie Quittot                                        |                    |  |
| 2008  | Vendôme                 | Damien Derobert                                       | Cyrille Ballester                                     | Pascal Schuler                                        | Alexandra Louison                                     | Sandra Levenez                                        | Linda Guinoiseau                                      |                    |  |
| 2009  | Vendôme                 | Damien Derobert                                       | Nicolas Capoferri                                     | Laurent Galinier                                      | Alexandra Louison                                     | Sandra Levenez                                        | Sabrina Godard                                        |                    |  |
| 2010  | Lac des Vieilles Forges | Damien Derobert                                       | Stéphane Valenti                                      | Félix Duchampt                                        | Sandra Levenez                                        | Alexandra Louison                                     | Linda Guinoiseau                                      |                    |  |
| 2011  | Châteauroux             | Damien Derobert                                       | Nicolas Capoferri                                     | Benoît Nicolas                                        | Sandra Levenez                                        | Sabrina Godard                                        | Alexandra Cassan-Ferrier                              |                    |  |
| 2012  | Parthenay               | Benoît Nicolas                                        | Pierre Joncheray                                      | Benjamin Choquert                                     | Sandra Levenez                                        | Sabrina Godard                                        | Émilie Jamme                                          |                    |  |
| 2013  | Fourmies                | Benoît Nicolas                                        | Pierre Joncheray                                      | Benjamin Choquert                                     | Sandra Levenez                                        | Émilie Jamme                                          | Sabrina Godard                                        |                    |  |
| 2014  | Fourmies                | Benoît Nicolas                                        | Pierre Joncheray                                      | Étienne Diemunsch                                     | Sandra Levenez                                        | Sabrina Godard                                        | Julie Le Colleter                                     |                    |  |
| 2015  | Gray                    | Benjamin Choquert                                     | Benoît Nicolas                                        | Jérôme Blanc                                          | Sandra Levenez                                        | Julie Le Colleter                                     | Émilie Jamme                                          |                    |  |
| 2016  | Gravelines              | Benjamin Choquert                                     | Benoît Nicolas                                        | Damien Derobert                                       | Sabrina Godard                                        | Julie Chuberre Dodé                                   | Émilie Jamme                                          |                    |  |
| 2017  | Paillencourt            | Yohan Le Berre                                        | Benjamin Choquert                                     | Damien Derobert                                       | Cécile Lejeune                                        | Sandra Levenez                                        | Marion Gay Pageon                                     |                    |  |
| 2018  | Bondoufle               | Benjamin Choquert                                     | Yohan Le Berre                                        | Jérémy Quindos                                        | Sandra Levenez                                        | Marion Legrand                                        | Audrey Merle                                          |                    |  |
| 2019  | Noyon                   | Yohan Le Berre                                        | Nathan Guerbeur                                       | Benjamin Choquert                                     | Sandra Levenez                                        | Garance Blaut                                         | Marion Legrand                                        |                    |  |
| 2020  | Noyon                   | Championnat annulé pour cause de pandémie de Covid-19 | Championnat annulé pour cause de pandémie de Covid-19 | Championnat annulé pour cause de pandémie de Covid-19 | Championnat annulé pour cause de pandémie de Covid-19 | Championnat annulé pour cause de pandémie de Covid-19 | Championnat annulé pour cause de pandémie de Covid-19 |                    |  |
| 2021  | Noyon                   | Maxime Hueber-Moosbrugger                             | Nathan Guerbeur                                       | Léo Starck                                            | Marion Legrand                                        | Garance Blaut                                         | Marion le Goff                                        |                    |  |
| 2022  | Châteauroux             | Benjamin Choquert                                     | Krilan Le Bihan                                       | Valentin André                                        | Marion Legrand                                        | Garance Blaut                                         | Marion le Goff                                        |                    |  |
| 2023  | Châteauroux             | Émile Blondel                                         | Benjamin Choquert                                     | Dorian Muller                                         | Marion Legrand                                        | Audrey Merle                                          | Kristelle Congi                                       |                    |  |
| 2024  | Mâcon                   | Benjamin Choquert                                     | Maxime Bargetto                                       | Thomas Laurent                                        | Marion Legrand                                        | Marion le Goff                                        | Meghan Bazire                                         |                    |  |